# Região Leste Centro-Sul dos Estados Unidos
A Região Leste Centro-Sul dos Estados Unidos é uma das nove divisões geográficas dos Estados Unidos sendo reconhecida e oficializada pelo Censo Americano. A área é uma subdivisão do Sul americano que se subdivide em: Estados do Atlântico Sul e o Oeste Centro-Sul. Abrange 04 estados: Alabama, Kentucky, Mississippi e Tennessee. 